# Klinozoisit
Klinozoisit ist ein Mineral aus der Mineralklasse der „Silikate und Germanate“. Aufgrund der nahen chemischen Verwandtschaft zu Epidot gehört es innerhalb der Gruppensilikate zur Epidotgruppe. Es kristallisiert im monoklinen Kristallsystem mit der chemischen Zusammensetzung Ca2AlAl2[O|OH|SiO4|Si2O7] und entwickelt faserige bis langprismatische, zum Teil auch kurzsäulige Kristalle.

## Besondere Eigenschaften

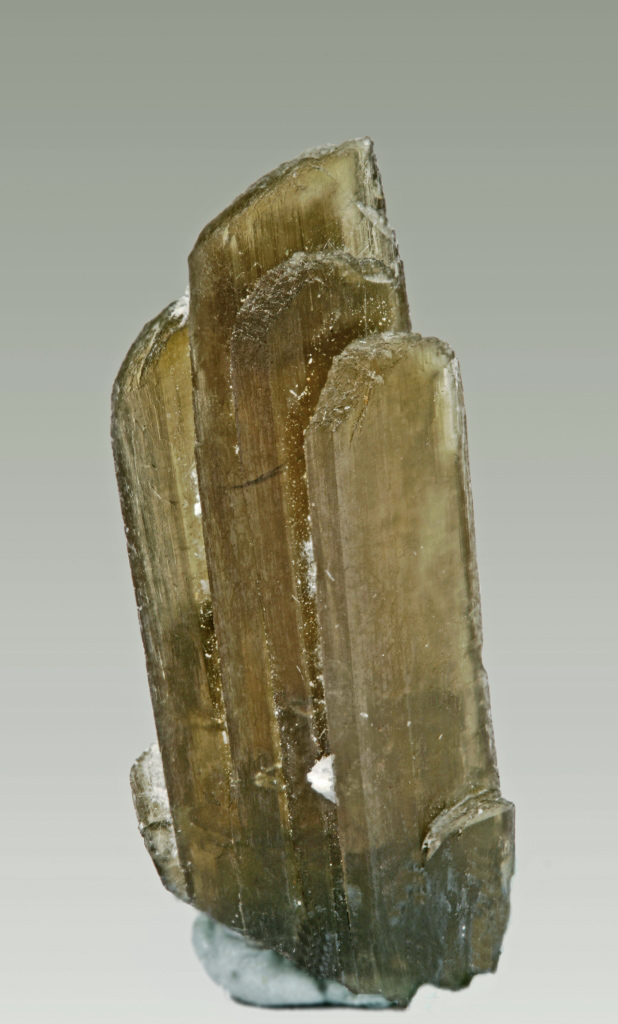
Klinozoisit vom Mount Belvidere, Vermont, USA

Die Unterscheidung von Klinozoisit und des sehr ähnlichen Epidots (Ca2(Fe3+,Al)Al2[O|OH|SiO4|Si2O7]) erfolgt über die optischen Eigenschaften im Dünnschliff unter dem Polarisationsmikroskop. Klinozoisit besitzt aufgrund des Fehlens von Fe3+-Ionen niedrigere Brechungsindizes als Epidot, weiterhin ist seine optische Orientierung zweiachsig positiv im Gegensatz zum zweiachsig negativen Epidot. Vom chemisch identischen, orthorhombischen Zoisit kann er durch die schiefe Auslöschung unterschieden werden.

## Etymologie und Geschichte
Erstmals wissenschaftlich beschrieben und als eigenständiges Mineral erkannt wurde Klinozoisit von Ernst Weinschenk (1865–1921). Der von ihm vergebene Name bedeutet so viel wie „der schiefe Zoisit“ und beruht auf der engen Verwandtschaft zum chemisch identischen, jedoch orthorhombischen Zoisit, während Klinozoisit im monoklinen Kristallsystem kristallisiert.

## Klassifikation
In der veralteten 8. Auflage der Mineralsystematik nach Strunz gehörte der Klinozoisit zur Mineralklasse der „Silikate“ und dort zur Abteilung „Gruppensilikate (Sorosilikate)“, wo er gemeinsam mit Allanit, Epidot, Hancockit, Piemontit und Sursassit in der „Epidotgruppe“ mit der Systemnummer VIII/B.15a steht.
In der zuletzt 2018 überarbeiteten Lapis-Systematik nach Stefan Weiß, die formal auf der alten Systematik von Karl Hugo Strunz in der 8. Auflage basiert, erhielt das Mineral die System- und Mineralnummer VIII/C.23-010. Dies entspricht der Klasse der „Silikate“ und dort der Abteilung „Gruppensilikate“, wo Klinozoisit zusammen mit Allanit-(Ce), Allanit-(La), Allanit-(Nd), Allanit-(Y), Alnaperbøeit-(Ce), Åskagenit-(Nd), Dissakisit-(Ce), Dissakisit-(La), Dollaseit-(Ce), Epidot, Epidot-(Sr), Ferriakasakait-(La), Ferriallanit-(Ce), Ferriallanit-(La), Ferriandrosit-(La), Ferriperbøeit-(Ce), Gatelit-(Ce), Hancockit, Khristovit-(Ce), Manganiakasakait-(La), Manganiandrosit-(Ce), Manganiandrosit-(La), Mukhinit, Niigatait, Perbøeit-(Ce), Piemontit, Piemontit-(Pb), Piemontit-(Sr), Tweddillit, Uedait-(Ce), Vanadoallanit-(La), Vanadoandrosit-(Ce), Västmanlandit-(Ce) und Zoisit die „Epidotgruppe“ mit der Systemnummer VIII/C.23 bildet.
Die von der International Mineralogical Association (IMA) zuletzt 2009 aktualisierte 9. Auflage der Strunz’schen Mineralsystematik ordnet den Klinozoisit in die Klasse der „Silikate und Germanate“ und dort in die Abteilung „Gruppensilikate (Sorosilikate)“ ein. Hier ist das Mineral in der Unterabteilung „Gruppensilikate mit gemischten SiO4- und Si2O7-Gruppen; Kationen in oktaedrischer [6]er- und größerer Koordination“ zu finden, wo es zusammen mit Epidot, Epidot-(Sr), Hancockit, Mukhinit, Niigatait, Piemontit, Piemontit-(Sr) und Tweddillit die „Epidotgruppe“ mit der Systemnummer 9.BG.05a bildet.
In der vorwiegend im englischen Sprachraum gebräuchlichen Systematik der Minerale nach Dana hat Klinozoisit die System- und Mineralnummer 58.02.01a.01. Das entspricht der Klasse der „Silikate“ und dort der Abteilung „Gruppensilikate: Insulare, gemischte, einzelne und größere Tetraedergruppen“. Hier findet er sich innerhalb der Unterabteilung „Gruppensilikate: Insulare, gemischte, einzelne und größere Tetraedergruppen mit Kationen in [6] und höherer Koordination; Einzel- und Doppelgruppen (n=1,2)“ in der „Epidotgruppe (Klinozoisit-Untergruppe)“, in der auch Epidot, Epidot-(Pb), Mukhinit, Piemontit, Piemontit-(Sr), Tweddillit, Gatelit-(Ce), Klinozoisit-(Sr), Uedait-(Ce) und Epidot-(Sr) eingeordnet sind.

## Bildung und Fundorte
Klinozoisit entsteht primär bei der Gesteinsmetamorphose und ist typisch für die Gesteine Grünschiefer- und Amphibolit-Fazies. Sekundär bildet sich Klinozoisit auch durch die hydrothermale Alterierung von Plagioklas in Magmatiten. Begleitende Minerale (Paragenesen) sind häufig Epidot, verschiedene Chlorite, Prehnit, Albit, Quarz und Calcit, seltener auch Biotit, Stilpnomelan, Pumpellyit und verschiedene Granate.
Klinozoisit ist farblos, kann jedoch durch Fe3+-Ionen auf den Plätzen von Al3+ in der Kristallstruktur schwach gelb bis grün, durch Mn2+ auf den Plätzen von Ca2+ schwach rötlich bis rosa (selten) gefärbt sein.
Bekannte Fundorte befinden sich in der Schweiz, Österreich, Mexiko, Kalifornien, Madagaskar und den Neuseeländischen Alpen. 

## Kristallstruktur
Klinozosit kristallisiert monoklin in der Raumgruppe P21/m (Raumgruppen-Nr. 11) mit den Gitterparametern a = 8,88 Å; b = 5,58 Å; c = 10,15 Å und β = 115,2° sowie 2 Formeleinheiten pro Elementarzelle.
Die chemische Struktur besteht aus gemischten Insel-[SiO4] und Disilikaten [Si2O7] mit3(OH)